# António de Brum
Antoon De Bruyn  (Funchal  — Faial, depois de 19 de Julho de 1585), chamado de António de Brum, 'o Velho', foi um nobre português e um dos primeiros povoadores da ilha Terceira.
Esta família é de origem flamenga, descendentes de Willem De Bruyn ou Guilherme de Brum, como em Portugal ficou sendo conhecido, o qual nasceu em Maastricht, nessa época parte do Ducado de Brabant, ou em Zeeuws-Vlaanderen que então pertencia a Brugse Vrije no Condado de Flandres, e que passou no último quartel do século XV à ilha da Madeira, onde casou e teve geração.
Esta ramificou-se pouco depois em várias ilhas do arquipélago dos Açores, e designadamente para a ilha do Faial onde deu origem aos Brum da Silveira, Terra Brum, Brum do Canto, Cunha Brum.
Na ilha Terceira também os Brum se aparentaram com as suas principais famílias, e designadamente com as dos Bettencourt (Béthencourt), Canto (de Chandos), Carvalhal, Menezes, Noronha, Pereira e Paim (Payne-Montagu).
Willem De Bruyn, casou na ilha da Madeira com D. Violante Vaz Ferreira Pimentel, filha de 'Fernão' Pedro Rodrigues Pimentel e Isabel Ferreira Drummond, neta do fidalgo português Gonçalo Ayres Ferreira e do nobre escocês, John Drummond of Stobhall, um sobrinho da rainha Annabella da Escócia. Willem e Violante foram os pais de:
1. Antoon De Bruyn, chamado de António de Brum, 'o Velho', nasceu na ilha da Madeira, e casou na ilha do Faial com Barbara van Aetrycke, chamada de Barbara da Silveira/ van der Haegen, filha do nobre flamengo Josse van Aertrycke e neta materna de Willem De Kersemakere. Antoon e Barbara fizeram testamento de mão comum, em 19 de Julho de 1585, na cidade de Ponta Delgada;
2. Cosme Ferreira De Bruyn (— c.1592);
3. Catarina De Bruyn, casou com João van Aertrycke, dito João da Silveira/ van der Haegen, irmão de sua cunhada Barbara.
4. Caspar De Bruyn; destino ignorado.